# Roberto Sánchez Palomino
Roberto Helbert Sánchez Palomino (Huaral, 3 de febrero de 1969) es un psicólogo y político peruano. Es congresista de la República para el periodo 2021-2026 y fue ministro de Comercio Exterior y Turismo durante el gobierno de Pedro Castillo. Ejerce la presidencia del partido Juntos por el Perú desde octubre del 2017.

## Biografía
Nació en la ciudad de Huaral, el 3 de febrero de 1969.
Ingresó a la Universidad Nacional Mayor de San Marcos donde estudió la carrera de Psicología y obtuvo el título en el año 2000.
En 2020, fue gerente de Desarrollo Social de la Municipalidad Provincial de Huaral.

## Carrera política
Incursionó en la política como militante del Partido Humanista Peruano de Yehude Simon y en las elecciones parlamentarias del año 2006, postuló al Congreso de la República por la alianza Concertación Descentralista de Susana Villarán, sin embargo, no resultó elegido y obtuvo 1,259 votos.
En las elecciones regionales y municipales del mismo año, fue candidato a la alcaldía de la ciudad de Huaral por el Partido Humanista Peruano. Pero no tuvo éxito.
Luego en 2008, Sánchez se une como fundador de Juntos por el Perú, donde actualmente es presidente desde el 2017.

### Congresista
En las elecciones generales del 2021, volvió a postular nuevamente al Congreso de la República por la lista electoral de Lima Metropolitana de Juntos por el Perú. Finalmente, fue elegido como congresista de la república, obteniendo 29,827 votos, para el periodo parlamentario 2021-2026.

### Ministro de Estado
El 29 de julio del 2021, fue nombrado como ministro de Comercio Exterior y Turismo por el presidente Pedro Castillo en su primer gabinete ministerial encabezado por Guido Bellido. Su nombramiento se debió a su apoyo en segunda vuelta a la candidatura de Castillo frente a la de Keiko Fujimori.
Durante su gestión, se realizaron inversiones a favor de proyectos turísticos en diversas regiones.
Sánchez siguió ejerciendo la cartera ministerial durante los gabinetes ministeriales encabezados por Mirtha Vásquez, Héctor Valer, Aníbal Torres y Betssy Chávez, donde en esta última terminó su gestión tras la renuncia general de todo el Consejo de Ministros por el presunto intento de autogolpe de Estado de Pedro Castillo el 7 de diciembre del 2022.
Tras la caída del gobierno de Pedro Castillo, a Sánchez se le acusó de haber participado en el intento de autogolpe de Estado, y fue acusado de los delitos de conspiración y rebelión. El Congreso de la República levantó su inmunidad de alto funcionario a pedido de la Fiscalía de la Nación junto con la de la expresidenta del Consejo de Ministros, Betssy Chávez y del exministro del interior Willy Huerta. Además, se solicitó su desafuero del Parlamento, pedido que no procedió por falta de evidencias.

## Controversias

### Uso indebido de fondos
En agosto de 2024, Sánchez, en una reunión virtual del CEN de Juntos por el Perú, admitió el uso indebido de fondos de financiación pública para realizar dos reuniones partidarias. En dicha reunión, Sánchez declaró que "ustedes saben que los fondos partidarios no se autorizan para pasajes o reuniones, sino para escuelas o capacitación" por lo que, para pagar los viajes y estadía de los miembros del CEN que se iban a reunir para la reunión partidaria, iban a simular capacitaciones con duración de 2 a 3 horas para sustentar los gastos ante la ONPE. Producto de la reunión partidaria, se tomó la decisión de realizar una alianza con Antauro Humala.